# Hannas (överstepräst)
Hannas var överstepräst vid templet i Jerusalem år 6–15 e.Kr. och svärfar till Kajafas. Han installerades i sitt ämbete av Publius Sulpicius Quirinius och avsattes av Valerius Gratus. Hannas var enligt Nya Testamentet med vid rättegången mot Jesus.